# Алгинська сільська рада
Алги́нська сільська рада (рос. Алгинский сельский совет) — муніципальне утворення у складі Давлекановського району Башкортостану, Росія. Адміністративний центр — село Алга.

## Населення
Населення — 1515 осіб (2019, 1705 в 2010, 1680 в 2002).

## Склад
До складу поселення входять такі населені пункти:
| Населений пункт         | Населення, осіб (2002) | Населення, осіб (2010) |
| ----------------------- | ---------------------- | ---------------------- |
| Алга, присілок          | 293                    | 295                    |
| Александровка, присілок | 228                    | 233                    |
| Березовка, село         | 129                    | 145                    |
| Ворошилово, присілок    | 51                     | 34                     |
| Купоярово, присілок     | 20                     | 15                     |
| Курятмасово, село       | 607                    | 634                    |
| Романовка, присілок     | 267                    | 273                    |
| Шестопаловка, присілок  | 77                     | 67                     |
| Янгі-Турмуш, присілок   | 8                      | 9                      |